# باولو فيدوز
باولو فيدوز (بالإيطالية: Paolo Vidoz)‏ مواليد 21 أغسطس 1970 في غوريتسيا، هو ملاكم إيطالي سابق صنّف ضمن فئة الوزن الثقيل. سبق أن شارك في دورة الألعاب الأولمبية الصيفية.

## إحصائيات
خاض خلال مسيرته 39 نزالا، فاز في 28 ولم يتعادل وخسر في 11. فاز بالضربة القاضية في 15 نزالا.

## الميداليات
| الميدالية | المسابقة                       |
| --------- | ------------------------------ |
| برونزية   | الألعاب الأولمبية الصيفية 2000 |

## روابط خارجية
- باولو فيدوز على موقع بوكس ريك (الإنجليزية) (registration required)
- باولو فيدوز على موقع أوليمبيديا (الإنجليزية)
- باولو فيدوز على موقع اللجنة الأولمبية الإيطالية (الإيطالية)